# Sergej Lukjanenko
Sergej Vasiljevitj Lukjanenko (ryska: Сергей Васильевич Лукьяненко), född 11 april 1968 i Kazakiska SSR (nu Kazakstan), är en rysk författare som skriver inom genrerna science fiction och fantasy. Lukjanenko är utbildad psykiater. Som författare hävdas det att han blivit påverkad av Robert Heinlein och Vladislav Krapivin.
En av hans böcker, "Nattens väktare" (Nochnoj dozor), en bästsäljare med 300 000 läsare i hemlandet, gjorde grunden för en film som blev en historisk storsäljare i Ryssland 2004. Den spelade in 16 miljoner USD, vilket då var rekord i landets biografhistoria. Rekordet är redan slaget av uppföljaren "Dagens väktare" (Dnevnoj dozor), som redan två dagar efter att den kommit på biografen i Moskva i januari 2006 hade dragit in 9 miljoner USD.
Flera av Lukajanenkos böcker har uttryckt anti-ukrainska åsikter. Han har stött Rysslands invasion av Ukraina 2022 .